# Erich Saling

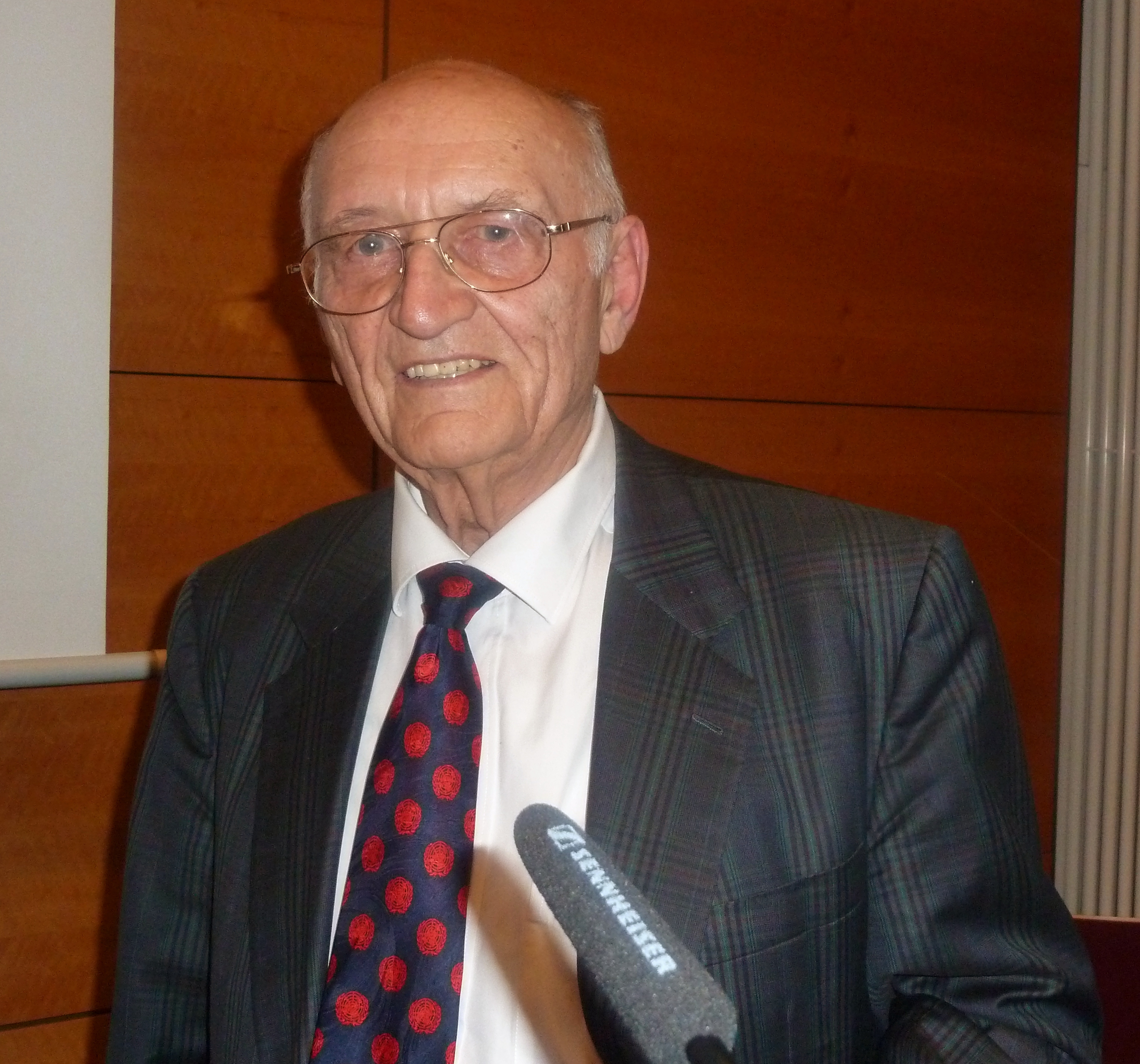
Erich Saling, Mai 2011

Erich Saling (* 21. Juli 1925 in Stanislau, Polen, heute Iwano-Frankiwsk, Ukraine; † 6. November 2021) war ein deutscher Gynäkologe und Geburtshelfer. Er war insbesondere Geburtsmediziner und gilt als Vater der Perinatalmedizin. Er entwickelte insbesondere neue Methoden zur Untersuchung noch ungeborener Kinder.

## Leben
Erich Saling wurde 1925 als Sohn des Revierförsters Heinrich Saling und dessen Ehefrau Emma Saling, geborene Hoffmann, geboren. Nach dem Abitur wurde er im Zweiten Weltkrieg 1943 zum Wehrdienst eingezogen, den er bis 1945 leistete. Von 1946 bis 1952 studierte Saling Medizin an den Universitäten Jena und Berlin. In Berlin erhielt er 1952 die Approbation und wurde zum Dr. med. promoviert. 
Von 1954 bis 1958 war er als Assistenzarzt an der Städtischen Frauenklinik Neukölln in Berlin tätig. 1958 erhielt Saling die Anerkennung zum Facharzt für Frauenheilkunde und Geburtshilfe. Gleichzeitig begann er seine wissenschaftliche Tätigkeit über das Kind im Bereich der Geburtshilfe. 1963 habilitierte er sich an der Freien Universität Berlin für Gynäkologie und Geburtshilfe und wurde dort 1968 zum außerplanmäßigen Professor ernannt. Ab 1967 war er Vorsitzender der von ihm gegründeten Deutschen Gesellschaft für Perinatale Medizin, 1968 war er Gründungspräsident der Europäischen Vereinigung für Perinatale Medizin. 1976 wurde Erich Saling außerordentlicher Professor und Leiter des Instituts für Perinatale Medizin der FU Berlin sowie Chefarzt der Abteilung für Geburtsmedizin an der Städtischen Frauenklinik Berlin-Neukölln.

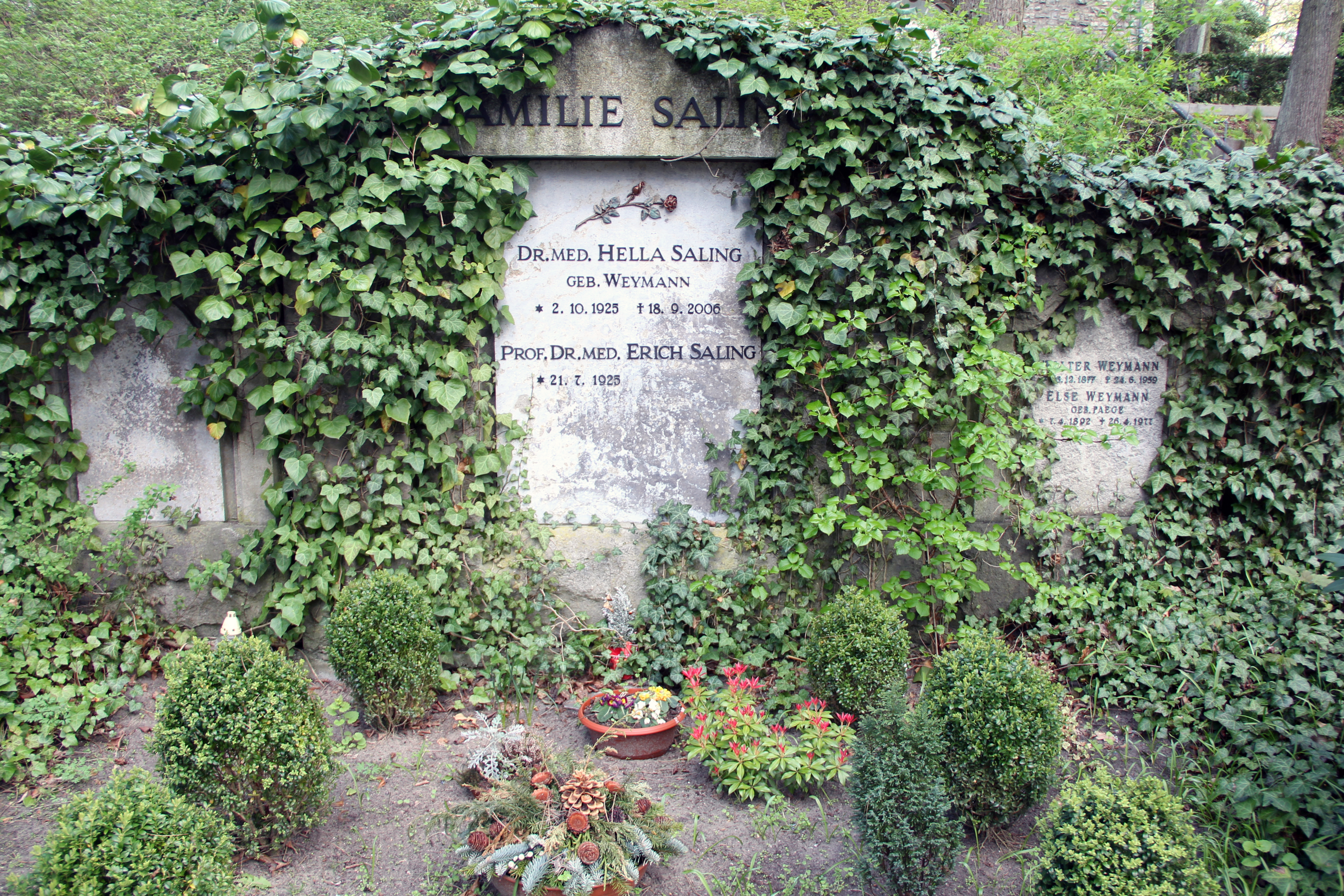
Familiengrab Saling auf dem Friedhof Heerstraße in Berlin-Westend im Jahr 2015; seit 2021 letzte Ruhestätte von Erich Saling

1987 wurde Saling zum C4-Universitäts-Professor der Freien Universität Berlin berufen. Nach der Deutschen Wiedervereinigung und der Umstrukturierung der universitären Medizin in Berlin war er Universitätsprofessor für Perinatale Medizin der Charité. Erich Saling wurde 1991 emeritiert. Klaus Vetter wurde sein Nachfolger. 1993 gründete er das Erich Saling-Institut für Perinatale Medizin e. V. in Berlin.
Im Jahr 1952 heiratete der evangelische Erich Saling die Ärztin Hella Weymann. Aus der Ehe gingen die zwei Söhne Peter und Michael Saling hervor.
Erich Saling starb am 6. November 2021 im Alter von 96 Jahren in Berlin. Die Beisetzung erfolgte am 3. Dezember 2021 auf dem Friedhof Heerstraße in Berlin-Westend neben seiner 2006 verstorbenen Gattin Hella.

## Medizinische Leistungen
Erich Saling entwickelte immer wieder Früherkennungsmethoden und Behandlungsverfahren, die zur Verringerung der Säuglingssterblichkeit und Frühgeburtlichkeit beitrugen. So katheterisierte er 1958 erstmals die Aorta des Neugeborenen sofort nach der Geburt und entwickelte eine neue Methode zur schnelleren Plazentabluttransfusion bei Frühabnabelung. 1960 entwickelte er die die Mikroblutuntersuchung und nutzte die erstmalige Blutgasanalysen zur Ermittlung der Wirksamkeit von Wiederbelebungsmaßnahmen beim Neugeborenen. 1961 entwickelte er mit K. Damaschke eine Mikroschnellmethode zur Messung der Blut-O2-Sättigung, sowie die Fetalblutanalyse. Damit stand erstmals ein direkter diagnostischer Zugang zum menschlichen Feten im Mutterleib zur Verfügung. 1961 entwickelte Saling auch die Fruchtwasserspiegelung (Amnioskopie).
1965 führte Saling die klinisch-biochemische Zustandsdiagnostik beim Neugeborenen sofort nach der Geburt ein. 1972 gelang ihm erstmals die Speiseröhren- und Magenspiegelung beim Neugeborenen kurz nach der Geburt. 1978 führte Saling kontinuierliche scheidendesinfizierende Maßnahmen zur Vermeidung aufsteigender Infektionen bei Schwangeren und Kreißenden nach Blasensprung ein und entwickelte eine Apparatur zur telefonischen Übertragung vorzeitiger Wehen von der Wohnung der Patientin zur Klinik. 1981 entwickelte er den operativen Frühen Totalen Muttermund-Verschlusses (FTMV), eine neue Methode zur Vermeidung sich wiederholender später Fehlgeburten und Frühgeburten.
1984 erstellte Saling mit U. Blücher und J. Rothe Mikrofonaufnahmen des akustischen Milieus in der Gebärmutter während des Geburtsvorgangs. 1989 entwickelte er ein für die Routine geeignetes Frühgeburten-Vermeidungs-Programm und organisierte 1993 eine Selbstvorsorge-Aktion für Schwangere zur Vermeidung von Spätaborten und Frühgeburten. 1999 entwickelte er eine neue Methode zur Selbstbestimmung des pH-Wertes des Scheidensekretes mittels indikatorbeschichteter Slip-Einlagen.

## Schriften (Auswahl)
- Lues als Abort- und Frühgeburtsursache. Dissertation, Freie Universität Berlin 1952.
- Neues Vorgehen zur Untersuchung des Kindes unter der Geburt: Einführung, Technik und Grundlagen. In: Gynäkologie. 197, 1962, 108.
- Die Blutgasverhältnisse und der Säure-Basenhaushalt des Feten bei ungestörtem Geburtsablauf. Habilitationsschrift, Freie Universität Berlin 1963.
- Das Kind im Bereich der Geburtshilfe. Eine Einführung in ausgewählte aktuelle Fragen. Thieme Verlag, Stuttgart 1966.
- mit F. E. Loeffler: Foetal and neonatal Hypoxia in relation to clinical obstetric practice. Arnold, London 1968.
- Prävention von Frühgeburten. Giatrós: In: Gynäkologie. Nr. 7, 1991.

## Ehrungen und Auszeichnungen
- Prix Quadriénnal Fondation International de Gynécologie et d’Obstétrique (Belgien 1968)
- Ehrenmitgliedschaft in der Royal Society of Medicine (1973)
- Korrespondierende Mitgliedschaft in der Kubanischen Gesellschaft für Gynäkologie und der Kubanischen Gesellschaft für Pädiatrie (1973)
- Ehrenmitgliedschaft in der der Schweizerischen Gesellschaft für Gynäkologie (1974)
- Maternité-Preis der Deutschen Gesellschaft für Perinatale Medizin (1974)
- Ehrenmitgliedschaft in der Kroatischen Gesellschaft für Perinatale Medizin (1975)
- Ehrenmitgliedschaft in der Italienischen Gesellschaft für Gynäkologie (1978)
- Michaelis-Plakette in Gold der Christian-Albrechts-Universität zu Kiel (1980)
- Ehrenmitgliedschaft in der Yugoslawian Association of Societies for Ultrasound in Medicine and Biology (1980)
- Maternité-Preis der European Association of Perinatal Medicine (1982)
- Aufnahme in den Stammbaum der Medizin als Begründer der Perinatologie (1986)
- Fellowship ad eundem of the Royal College of Obstetricians and Gynaecologists (FRCOG) (1987)
- Ernst-Reuter-Plakette des Senats von Berlin (1988)
- Goldmedaille der Haackert-Stiftung (1991)
- Orden der Jugoslawischen Fahne mit goldenem Stern am Halsband (1991)
- Albert William Liley-Preis der International Society "The Fetus as a Patient" (1997)
- Orden des kroatischen Sterns (2001)
- Ehrendoktorwürde der Demokrit-Universität Thrakien in Alexandroupoli/Griechenland (2001)
- Bundesverdienstkreuz I. Klasse (2001)
- Carl-Kaufmann-Medaille der Deutschen Gesellschaft für Gynäkologie und Geburtshilfe (2006)

Erich Saling ist außerdem von zahlreichen nationalen und internationalen Fachgesellschaften zum Ehren- oder korrespondierenden Mitglied ernannt worden.
Die World Association of Perinatal Medicine schuf 2000 den Erich Saling Perinatal Prize, der zu jedem Weltkongress verliehen wird.